# Willem II van Villehardouin
Willem II van Villehardouin (?-1278), vorst van Achaea, was een oorlogszuchtige vorst. Hij leidde een roerig leven met zijn hoofdstad Mystras als centrum. Hij trouwde met Anna Komnena, de dochter van Michaël II Komnenos Doukas, despoot van Epirus, en zij kregen twee dochters, Isabella en Margaretha.
In 1259 werd Willem in de Slag bij Pelagonia gevangengenomen door keizer Michaël VIII van Nicea (die in 1261 Constantinopel zou heroveren op de westerse kruisvaarders en het Byzantijnse Rijk zou herstellen). Om zijn vrijlating te bekomen werd de Villehardouin tot belangrijke concessies gedwongen: onder meer afstand doen van Mystras, Monemvasia en de Mani.
Na zijn vrijlating probeerde hij vruchteloos het tij nog te keren, onder meer door een bondgenootschap aan te gaan met koning Karel I van Napels en Sicilië. Hij overleed in 1278, en zijn dood maakte een einde aan de mannelijke lijn der Villehardouins. Hij werd opgevolgd door zijn dochter Isabella en zijn schoonzoon Floris van Henegouwen.